# Meagen Fay
Pour les articles homonymes, voir Fay.
Meagen Fay, née en 1957 à Chicago, est une actrice américaine.

## Filmographie
- 1987 : Ohara (série télévisée) : Roxy
- 1988 : Le Plus Escroc des deux (Dirty Rotten Scoundrels) : jeune habitante d'Oklahoma
- 1989 : Your Mother Wears Combat Boots (série télévisée) : Edie Winchell
- 1990 : Carol & Company (série télévisée) : Skit characters
- 1991 : Barton Fink : Poppy Carnahan
- 1991 : The Carol Burnett Show (série télévisée) : Skit characters
- 1992 : Big Girls Don't Cry... They Get Even : la mère
- 1992 : Woops! (série télévisée) : Alice McConnell
- 1993 : Les Chroniques de San Francisco ("Tales of the City") (feuilleton TV) : Binky Gruen
- 1993 : Soleil levant (Rising Sun) de Philip Kaufman : Hamaguri Receptionist
- 1994 : Rendez-vous avec le destin (Love Affair) : SSA Flight Attendant
- 1995 : The Home Court (série télévisée) : Greer
- 1997 : La Fête des pères (Fathers' Day) : Megan
- 1999 : Magnolia de Paul Thomas Anderson : Dr Diane
- 2002 : Les Country Bears (The Country Bears) de Peter Hastings : Mrs Barrington
- 2002 : Full Frontal : Diane
- 2003 : Twins (série télévisée)
- 2003 : In Smog and Thunder : la secrétaire
- 2002 à 2004 : Malcolm (série télévisée) : Gretchen Mannkusser
- 2004 : Extreme Dating : Branson
- 2004 : Home of Phobia : Mrs Paul
- 2004 : Les Petits Braqueurs (Catch That Kid) : le docteur
- 2004 : Kingdom Hospital (feuilleton TV) : Dr Brenda Abelson
- 2005 : Desperate Housewives (saison 2, épisode 7 : Sexe, voisins et vidéo) : Mme Norma Harper
- 2006 : How I Met Your Mother (saison 2, épisode 19) : Janice
- 2006 : Charmed (saison 8, épisode 11: Mr & Mrs Smith): rôle d'un démon
- 2007 : La Mutante 4 : Celeste
- 2008 : Extreme Movie d'Adam Jay Epstein et Andrew Jacobson
- 2008 : Mad Money de Callie Khouri : Mindy Arbogast
- 2009 : Mon Oncle Charlie (saison 6, épisode 20) : Martha
- 2010 : Mon Oncle Charlie (saison 7, épisode 13) : Martha
- 2010 : L'Homme aux miracles (Healing Hands) (série télévisée) : Tante Beth
- 2012 : The Big Bang Theory (série télévisée) : Mme Rostenkowski
- 2013: The Mentalist (saison 5, épisode 21) : Joanne Parsons
- 2015 : Agent Carter (série télévisée) : Miriam Fry
- 2015-2016 : Transparent (série télévisée) : Blossie
- 2016 : La La Land : la mère de Mia
- 2017 : Esprits criminels  (série télévisée) : Irène Jacobs
- 2018 : Titans (série télévisée) : Sœur Catherine
- 2019 : Grace et Frankie (série télévisée) : Goldie
- 2020 : Supernatural : la nymphe des bois Madame Butters